# Fuentepelayo
Fuentepelayo – gmina w Hiszpanii, w prowincji Segowia, w Kastylii i León, o powierzchni 30,9 km². W 2011 roku gmina liczyła 984 mieszkańców.